# Ancenis (quận)
Quận Ancenis là một quận cũ của Pháp, nằm ở tỉnh Loire-Atlantique, ở vùng Pays de la Loire. Quận này có 5 tổng và 29 xã. Ngày 1 tháng 1 năm 2017, đã được sáp nhập vào quận mới Châteaubriant-Ancenis.

## Đơn vị hành chính

### Tổng
Các tổng của quận Ancenis là: 
1. Ancenis
2. Ligné
3. Riaillé
4. Saint-Mars-la-Jaille
5. Varades

### Xã
Các xã của quận Ancenis, và mã INSEE là: 
| 1. Ancenis (44003)                   | 2. Anetz (44004)          | 3. Belligné (44011)                  | 4. Bonnœuvre (44017)             |
| 5. Couffé (44048)                    | 6. Joué-sur-Erdre (44077) | 7. La Chapelle-Saint-Sauveur (44034) | 8. La Roche-Blanche (44222)      |
| 9. La Rouxière (44147)               | 10. Le Cellier (44028)    | 11. Le Fresne-sur-Loire (44060)      | 12. Le Pin (44124)               |
| 13. Ligné (44082)                    | 14. Maumusson (44093)     | 15. Montrelais (44104)               | 16. Mouzeil (44107)              |
| 17. Mésanger (44096)                 | 18. Oudon (44115)         | 19. Pannecé (44118)                  | 20. Pouillé-les-Côteaux (44134)  |
| 21. Riaillé (44144)                  | 22. Saint-Géréon (44160)  | 23. Saint-Herblon (44163)            | 24. Saint-Mars-la-Jaille (44180) |
| 25. Saint-Sulpice-des-Landes (44191) | 26. Teillé (44202)        | 27. Trans-sur-Erdre (44207)          | 28. Varades (44213)              |
| 29. Vritz (44219)                    |                           |                                      |                                  |